# Chu Tuấn
Chu Tuấn (chữ Hán: 朱儁; ?-195) là tướng nhà Đông Hán trong lịch sử Trung Quốc. Ông tham gia dẹp cuộc khởi nghĩa Khăn Vàng cuối thế kỷ 2 và cuộc nội chiến đầu thời Tam Quốc.

## Thời trẻ
Chu Tuấn có tên tự là Công Vĩ, người Thượng Ngu, quận Cối Kê. Cha mẹ ông làm nghề bán vải. Cha ông mất sớm. Do ông hiếu thảo phụng dưỡng mẹ nên được nhiều người biết đến. Quan huyện bổ nhiệm ông làm người phụ tá thư sách trong huyện.

## Hiệp nghĩa cứu người
Chu Tuấn trọng nghĩa khinh tài, được mọi người trong thôn kính trọng.
Có người bạn cùng quận là Chu Quy nợ tiền công quỹ của triều đình không trả được. Chu Tuấn bèn lấy trộm hàng tơ lụa của mẹ bán đi giúp Chu Quy trả nợ. Vì vậy mẹ ông bị mất sản nghiệp, giận mắng ông. Chu Tuấn trấn an mẹ rằng sẽ có ngày ông làm giàu được.
Huyện lệnh Đỗ Thượng thấy chuyện này rất phục Chu Tuấn, bèn tiến cử ông với Thái thú Vi Nghị. Vi Nghị cho ông làm quan trong quận. Vị Thái thú kế nhiệm là Doãn Đoan bổ nhiệm Chu Tuấn làm chủ bạ.
Doãn Đoan đi đánh dẹp quân nổi dậy Hứa Chiêu thất bại, bị quan trên dâng tấu về triều hạch tội, đáng bị xử chém. Chu Tuấn bí mật đến kinh thành Lạc Dương, dùng mấy trăm lạng vàng mua chuộc viên quan chủ trì việc tấu chương trong triều. Nhờ đó tấu chương của vị quan hạch tội bị sửa chữa, Doãn Đoan chỉ bị hạ chức làm Tả hiệu. Doãn Đoan mừng rỡ nhưng không hiểu vì sao mình được nhẹ tội, còn Chu Tuấn không nhắc đến chuyện cứu người khác.

## Chinh chiến ở Giao Chỉ
Xem thêm: Khởi nghĩa Lương Long
Thái thú kế nhiệm là Từ Khuê tiến cử Chu Tuấn làm Hiếu liêm. Sau đó ông được thăng làm huyện lệnh Lan Lăng. Vì Chu Tuấn có tài, năm 181, ông lại được tướng quốc Đông Hải tiến cử. Lúc đó tại bộ Giao Chỉ (miền Bắc Việt Nam và Lưỡng Quảng) có lực lượng nổi dậy do thủ lĩnh người Việt là Lương Long cầm đầu từ năm 178. Lương Long liên kết với người Ô Hử và Thái thú quận Nam Hải là Khổng Chi công phá nhiều huyện thuộc quận Giao Chỉ, Hợp Phố, được dân các quận lân cận là Cửu Chân, Nhật Nam hưởng ứng theo hàng vạn người. Lực lượng nhà Hán tại đây do Chu Ngung đứng đầu không chống nổi. Hán Linh Đế bèn bổ nhiệm Chu Tuấn làm Thứ sử bộ Giao Chỉ, sang đánh Lương Long.
Chu Tuấn nhận lệnh, đi qua quê nhà tuyển chọn binh sĩ được 5000 người. Ông chia quân làm 2 đường tiến sang Giao Chỉ cứu Chu Ngung. Đến biên giới, ông chỉnh đốn quân sĩ, đóng trại bất động, rồi phái sứ giả đến xem xét động tĩnh, đồng thời dụ người bản địa. Sau đó Chu Tuấn tập hợp tướng sĩ 7 quận nội địa thuộc bộ Giao Chỉ cùng tiến đánh. Cuối cùng Chu Tuấn chém được Lương Long, bức hàng người Việt hàng vạn người.
Từ khi Chu Tuấn giao chiến tới khi thắng được Lương Long chỉ có 1 tháng. Ông được Hán Linh Đế phong làm Đô Đình hầu, hưởng lộc 1500 hộ, được ban cho 50 cân vàng. Ông làm Thứ sử bộ Giao Chỉ từ năm 181 đến năm 183, sau đó được mời vào triều bổ nhiệm làm Gián nghị đại phu.

## Phá Khăn Vàng
Năm 184, ba anh em Trương Giác, Trương Bảo, Trương Lương cầm đầu cuộc nổi dậy Khăn Vàng ở quận Cự Lộc. Chu Tuấn được tiến cử cùng Hoàng Phủ Tung đi đánh dẹp.
Chu Tuấn theo Hoàng Phủ Tung lần lượt đánh bại quân Khăn Vàng nhiều trận tại Dĩnh Xuyên, Nhữ Nam và nước Trần. Sau khi diệt được ba anh em Trương Giác, Hoàng Phủ Tung dâng biểu lên Hán Linh Đế kể công Chu Tuấn. Ông được phong làm Trấn tặc trung lang tướng.
Lực lượng tàn dư của Khăn Vàng còn khá mạnh. Triệu Hoằng được tôn làm tướng, tập hợp được vài vạn quân. Chu Tuấn cùng Thứ sử Kinh châu là Từ Cù và Thái thú Nam Dương là Tần Hiệt hợp binh được 18.000 người cùng tấn công Triệu Hoằng. Ba tướng vây đánh từ tháng 6 đến tháng 8 năm 185 vẫn không thắng được. Có người tâu Chu Tuấn không được việc, nên gọi về kinh, nhưng Tư không Trương Ôn dâng sớ khuyên Hán Linh Đế nên tin tưởng Chu Tuấn. Linh Đế nghe theo, kiên nhẫn chờ tin Chu Tuấn. Quả nhiên không lâu sau ông phá được Uyển Thành, giết chết Triệu Hoằng.
Quân Khăn Vàng lại tôn Hàn Trung làm tướng, tái chiếm Uyển Thành. Chu Tuấn ít quân hơn, không thể giao tranh đối diện, bèn cho mở vòng vây, cắm doanh trại và dựng núi đất đối diện với thành. Ông cho quân làm nghi binh giả cách muốn đánh mặt nam, quân Khăn Vàng dồn quân ra ứng chiến. Chu Tuấn tự mình lĩnh 5000 tinh binh tấn công phía đông bắc. Quân Hán hăng hái trèo lên mặt thành đánh vào trong. Hàn Trung vội bỏ chạy vào trong Tiểu thành cố thủ, sau đó liệu thế không chống được bèn sai người ra cầu xin đầu hàng.
Các tướng định cho Hàn Trung đầu hàng. Chu Tuấn không nghe, cho rằng:
Trên chiến trường thường có tình trạng ngoài mặt tương đồng nhưng thực tế khác xa. Xưa kia Tần, Hạng (chỉ thời Hán Sở) loạn lạc, dân chúng không có quân chủ cố định nên phải trọng thưởng cho người đầu hàng để mọi người quy phục. Nay chính thể thống nhất, chỉ có bọn Khăn Vàng làm loạn, dung nạp kẻ đầu hàng không thể khích lệ người ta hướng thiện mà chém giết có thể khiến người ta sợ tội. Nếu chúng ta tiếp nhận đầu hàng là mở đường cho kẻ phản nghịch. Sau này, cứ có lợi thì chúng nổi dậy, bất lợi thì xin đầu hàng. Nhận hàng là nối giáo cho kẻ làm phản, không phải kế hay.
Vì vậy Chu Tuấn thúc quân công phá nhưng liên tiếp mấy tháng không hạ được. Ông lên núi quan sát doanh lũy quân địch và bàn với Tư mã Trương Siêu rằng Hàn Trung bị dồn đường cùng nên liều chết kháng cự; vì vậy ông dự định cởi bỏ vòng vây cho Hàn Trung chạy ra rồi sẽ truy kích.
Hàn Trung thấy vòng vây được mở, bèn mang quân ra ngoài. Chu Tuấn thừa cơ tấn công, đại phá quân Khăn Vàng, truy kích hơn 10 dặm, giết hơn 1 vạn người. Hàn Trung không chống cự được đành phải đầu hàng, bị Tần Hiệt giết chết.
Những người còn lại của Khăn Vàng lại tập hợp tôn Tôn Hạ làm chủ, lại chiếm đóng Uyển Thành. Chu Tuấn tấn công lần thứ 3, hạ được thành. Tôn Hạ bỏ chạy, Chu Tuấn lại truy kích giết hơn 1 vạn người nữa. Quân Khăn Vàng tan vỡ chạy tứ tán.
Tam quốc diễn nghĩa, hồi 1 có kể trận này với sự tham gia của ba anh em Lưu Bị, Quan Vũ, Trương Phi.
Đầu năm 186, Chu Tuấn được Hán Linh Đế bổ nhiệm làm Hữu xa kỵ tướng quân. Ông dẫn quân về kinh đô Lạc Dương, được phong làm Quang lộc đại phu, tăng ấp lên 5000 hộ, cải phong làm Tiền Đường hầu.
Ít lâu sau mẹ ông mất. Chu Tuấn về nhà để tang rồi mới ra làm quan tiếp. Ông được bổ nhiệm làm Thiếu phủ (phụ trách tài chính), Thái bộc.
Quân Khăn Vàng vẫn không chấm dứt hoạt động, nông dân tại các vùng bị bóc lột nặng nề vẫn nổi lên theo các tướng Khăn Vàng chống triều đình, tập hợp từng nhóm nhỏ thì 6-7000 người, nhiều thì 2-3 vạn người. Trong các lực lượng này, quân Trương Yên là mạnh nhất. Trương Yên chiếm cứ Hắc Sơn, có hàng chục vạn người đi theo, nhà Hán không thể chế ngự được. Mãi về sau Trương Yên quy phục triều đình, được phong làm Bình nam trung lang tướng, coi việc quân ở Hà Bắc.
Trương Yên lại cất quân chống triều đình, tiến sát đến kinh thành. Triều đình bổ nhiệm Chu Tuấn làm Thái thú Hà Nội, mang quân đánh Trương Yên. Chu Tuấn xuất quân nhanh chóng đánh bại Trương Yên, được thăng làm Đồn kỵ, Hiệu úy cổng thành, Hà Nam doãn.

## Chống Đổng Trác
Năm 189, Hán Linh Đế qua đời, Hán Thiếu Đế lên thay. Đổng Trác mang quân từ Hà Đông vào triều, phế Thiếu Đế, lập Hán Hiến Đế. Đổng Trác tuy không ưa Chu Tuấn nhưng vì ông có tài và có công trận nên vẫn để ông giữ chức cũ.
Năm 190, các chư hầu do Viên Thiệu cầm đầu đánh tới Lạc Dương. Đổng Trác muốn mang vua Hiến Đế chạy về Trường An, bèn mang việc ra bàn. Chu Tuấn kịch liệt phản đối nên hai người nảy sinh mâu thuẫn. Tuy nhiên vì uy tín của ông rất lớn nên Đổng Trác vẫn sai sứ giả đi phong ông làm Thái bộc để giúp mình.
Khi gặp sứ giả, Chu Tuấn kiên quyết không tiếp nhận chức vụ, chỉ nói về cái dở khi thiên đô. Sứ giả trở về báo lại cho Đổng Trác. Việc phong chức cho ông gác lại. Giữa lúc đó cánh quân chư hầu của Tôn Kiên áp sát Lạc Dương. Đổng Trác điều quân ra chống cự bị thất bại nên quyết ý thiên đô, đốt cháy kinh thành và mang vua Hiến Đế và dân Lạc Dương chạy về Trường An.
Đổng Trác sai Chu Tuấn ở lại trấn thủ chặn hậu. Nhưng khi Đổng Trác vừa đi khỏi, Chu Tuấn bèn sai sứ đi liên lạc với các lực lượng chống Đổng Trác, tuyên bố chống lại Trác. Sợ bị Đổng Trác tập kích, Chu Tuấn mang quân về Kinh châu. Đổng Trác bèn bổ nhiệm Dương Ý người Hoằng Nông làm Hà Nam doãn trấn thủ Lạc Dương. Chu Tuấn bèn mang quân về tấn công Lạc Dương, Dương Ý bỏ chạy. Chu Tuấn thấy Lạc Dương bị tàn phá, bèn mang quân sang phía đông đóng ở huyện Trung Mâu, đồng thời truyền tin đến các châu quận phát động đánh Đổng Trác.
Thứ sử Từ châu là Đào Khiêm phái 3000 quân, các châu quận khác cũng phái vài trăm quân tới giúp ông. Đào Khiêm dâng biểu lên Hán Hiến Đế đề nghị phong Chu Tuấn làm Xa kỵ tướng quân. Đổng Trác được tin bèn sai bộ tướng là Lý Thôi, Quách Dĩ mang vài vạn quân ra đóng ở Hà Nội đánh Chu Tuấn. Chu Tuấn ra quân nhưng bị Lý Thôi đánh bại. Tuy nhiên Lý Thôi biết quân Chu Tuấn đông và mạnh hơn nên không dừng lại không truy kích.

## Về Trường An
Năm 192, Đổng Trác bị Tư đồ Vương Doãn và tướng Lã Bố giết chết. Bộ tướng của Đổng Trác là Lý Thôi, Quách Dĩ mang quân báo thù, đánh vào Trường An giết Vương Doãn, đuổi Lã Bố, trở thành quyền thần mới nắm vua Hiến Đế.
Đào Khiêm mến mộ tài năng của Chu Tuấn, bèn liên kết với các chư hầu như Thứ sử Dương châu là Chu Càn, Tướng quốc Bắc Hải là Khổng Dung, Thái thú quận Thái Sơn là Ứng Thiệu cùng và Bác sĩ Trịnh Huyền gửi thư cho Chu Tuấn, tôn ông làm Thái sư, hứa cấp phát binh mã và quân lương trong nửa năm để Chu Tuấn đi đánh Lý Thôi và Quách Dĩ. Lý Thôi bèn theo kế của mưu sĩ Giả Hủ, dùng danh nghĩa Hiến Đế sai người đi gặp Chu Tuấn mời ông vào triều.
Tướng sĩ dưới quyền kêu gọi ông nên theo Đào Khiêm đánh Lý Thôi. Sau khi cân nhắc, Chu Tuấn quyết định không cầm quân chống Lý Thôi nữa mà vào Trường An, cho rằng Lý Thôi và Quách Dĩ tài năng tầm thường sẽ trở giáo đánh nhau, tới lúc đó ông có thể lợi dụng tình hình để giúp nhà Hán. Vì vậy ông từ tạ Đào Khiêm vào Trường An nhận chức Thái bộc. Đào Khiêm đành phải hủy bỏ ý định đánh Lý Thôi cứu thiên tử.
Năm 193, Chu Tuấn được Lý Thôi mời làm Thái úy thay Chu Trung và kiêm việc Thượng thư. Hán Hiến Đế bị Lý Thôi và Quách Dĩ khống chế, phải dựa vào các lão thần như Chu Tuấn, Triệu Khiêm, Dương Bưu, Hoàng Phủ Tung, Mã Nhật Đê, Triệu Trung để kiềm chế một phần uy thế của Lý và Quách.
Năm 194, do có nhật thực bị xem là điềm tai ương, ông bị cách chức.
Năm 195, Lý Thôi giết chết Phàn Trù. Để lợi dụng ông, Lý Thôi phong ông làm Phiêu kỵ tướng quân, mang quân ra khỏi Hàm Cốc dẹp các chư hầu chống đối. Nhưng khi Chu Tuấn chưa kịp lên đường thì Lý Thôi và Quách Dĩ cùng muốn một mình làm chủ triều đình nên trở mặt đánh nhau. Ông ở lại Trường An, bị giáng làm Đại tư nông.
Hán Hiến Đế và Phục hoàng hậu bị Lý Thôi kéo từ trong cung mang vào doanh trại giam lỏng. Hiến Đế sai Chu Tuấn, Dương Bưu cùng Trương Hỷ tất cả hơn 10 người sang doanh trại Quách Dĩ đề nghị hai bên nên giảng hòa không nên đổ máu. Nhưng khi ông và các đại thần đến nơi thì Quách Dĩ cho rằng họ có ý thiên vị Lý Thôi, bèn bắt giữ làm con tin để đối kháng với Lý Thôi.
Chu Tuấn là người nóng nảy không chịu nhục. Do bị bắt giữ, ông uất ức sinh bệnh mà qua đời trong trại Quách Dĩ, không rõ năm đó bao nhiêu tuổi.

## Trong Tam quốc diễn nghĩa
Chu Tuấn được La Quán Trung đề cập trong tác phẩm Tam Quốc diễn nghĩa từ hồi 1 tới hồi 13. Vai trò của Chu Tuấn trong việc dẹp khởi nghĩa Khăn Vàng khá nổi bật trong hồi 1. Sau đó ông ít được nhắc tới và chỉ xuất hiện trở lại trong loạn Lý Thôi – Quách Dĩ ở hồi 13.